# Peslières
Peslières település Franciaországban, Puy-de-Dôme megyében. Lakosainak száma 54 fő (2022. január 1.). Peslières Champagnat-le-Jeune, Fayet-Ronaye, Sainte-Catherine, Saint-Germain-l’Herm, Saint-Martin-d’Ollières és Valz-sous-Châteauneuf községekkel határos.

## Népesség
A település népességének változása:
| Lakosok száma | 72   | 69   | 67   | 66   | 66   | 65   | 61   | 58   | 54   |
|               | 2013 | 2015 | 2016 | 2017 | 2018 | 2019 | 2020 | 2021 | 2022 |